# Alice Bálint

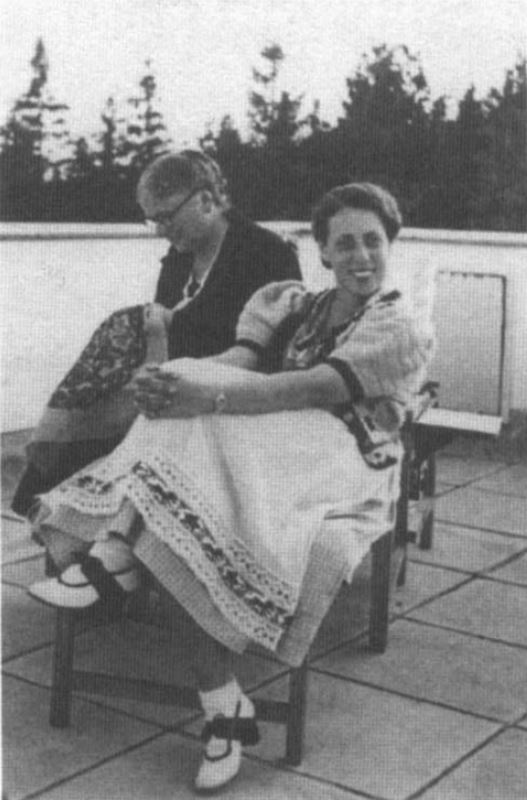
Alice Bálint w Manchesterze (1939)

Alice Bálint z domu Székely-Kovács (ur. 16 czerwca 1898 w Budapeszcie, zm. 29 sierpnia 1939 w Manchesterze) – węgierska psychoanalityczka pochodzenia żydowskiego specjalizująca się w pedagogice psychoanalitycznej, psychoanalizie dziecięcej oraz relacji matka–dziecko, przedstawicielka Budapesztańskiej Szkoły Psychoanalitycznej, etnolożka, antropolożka kultury. Żona Michaela Balinta i córka Vilmy Kovács, jednej z pierwszych psychoanalityczek węgierskich i najbliższych współpracownic Sándora Ferencziego

## Życiorys
Urodziła się w Budapeszcie w – jak większość przyszłych węgierskich psychoanalityczek pierwszego pokolenia – żydowskiej, średniozamożnej rodzinie zmierzającej ku pełnej asymilacji. Była córką Vilmy Kovács z jej małżeństwa z Zsigmondem Székely. Wczesne dzieciństwo Alice naznaczyła sprawa rozwodowa jej matki – po poznaniu w Tatrach zamożnego architekta Frigyesa Kovácsa Vilma zadecydowała o rozwiązaniu swojego związku małżeńskiego (zawartego pod przymusem w wyniku trudnej sytuacji rodzinnej), na co nie wyraził zgody Székely. Skutkowało to orzeczeniem „winy matki” oraz zakazaniem jej kontaktów z córką, która trafiła wobec tego pod opiekę ojca. W związku z jego częstymi nieobecnościami w domu spowodowanymi licznymi podróżami, Alice (razem z jej młodszą siostrą Olgą Székely-Kovács i bratem Ferencem) przez większość czasu znajdowała się pod opieką niestabilnej emocjonalnie gospodyni oraz spotykała się potajemnie z matką. W wieku 12 lat rodzeństwu udało się ostatecznie zbiec do domu matki i jej drugiego małżonka, który później formalnie zaadoptował trójkę dzieci swojej żony. Od tego momentu najprawdopodobniej Alice nigdy nie spotkała już biologicznego ojca. Jak zauważyła Anna Borgos, te doświadczenia skutkowały opisanymi później przez Balint w jej autoanalitycznych pamiętnikach traumami, poczuciem wyobcowania i braku miłości oraz wytworzeniem wyobrażeniowej figury ojca opartej na jego permanentnym braku, a także zadecydowały o jej późniejszych zainteresowaniach w pracy analitycznej.
Po ukończeniu edukacji średniej w budapesztańskiej szkole na ulicy Váci (gdzie jej koleżanką z klasy była przyszła psychoanalityczka Margaret Mahler, wówczas Schönberger), dokonała w 1916 konwersji na rzymski katolicyzm, co pokryło się w czasie z dyskusją parlamentarną nad wprowadzeniem numerus clausus. Również w tym okresie, w zgodzie ze swoimi interdyscyplinarnymi zainteresowaniami, rozpoczęła studia w zakresie kilku dziedzin – ukończyła sześć semestrów matematyki na Wydziale Filozoficznym Uniwersytetu Budapesztańskiego (1916–1919) oraz dwa semestry prawa na Uniwersytecie w Wiedniu (1920). W późniejszych latach uczęszczała na zajęcia Wydziału Nauk Politycznych Uniwersytetu Fryderyka Wilhelma w Berlinie, odbyła staż naukowy pod kierunkiem prof. Konrada Theodora Preussa w berlińskim Muzeum Etnograficznym (niem. Museum für Völkerkunde), który zakończył się złożoną w październiku 1924 roku pracą dyplomową z dziedziny etnologii oraz została na pół roku studentką geografii Uniwersytetu Franciszka Józefa w Segedynie (1925).
W międzyczasie, w 1921 roku, Alice wzięła po ponad trzech latach związku ślub z Michaelem Bálintem, którego poznała już w szkole poprzez jego siostrę, jej rówieśniczkę. Po ślubie, w obliczu narastającego i zinstytucjonalizowanego antysemityzmu na terenie Węgier małżeństwo zadecydowało o ucieczce do Berlina, gdzie kontynuowało swoje kształcenie wyższe – równolegle z wyżej wspomnianymi studiami Alice jej mąż pisał doktorat z chemii. Czyni ich to, obok choćby Melanie Klein czy Sándora Radó, częścią pierwszej z dwóch fal emigracji węgierskich psychoanalityczek i psychoanalityków przed wybuchem wojny (1919–1926). Wówczas oboje byli już zaznajomieni z psychoanalizą. Alice miała z nią pierwszy bliższy kontakt pod koniec pierwszej wojny światowej i na początku lat 20., kiedy jej cierpiąca na agorafobię matka przeszła analizę, a później rozpoczęła własną praktykę psychoanalityczną. W Berlinie Bálintowie przeszli wspólną, nieudaną analizę u Hannsa Sachsa (kontynuowaną później w Budapeszcie u, jak wcześniej matka Alice, Ferencziego), Michael rozpoczął pracę w Berlińskim Instytucie Psychoanalitycznym, a Alice, choć nie jako pełnoprawna członkini, związała się z nim w 1923 roku i wygłosiła wykłady m.in. o rozwoju seksualnym kobiety (Zum weiblichen Kastrationkomplex), mitach rdzennych ludów Ameryki Północnej i snach. Po powrocie do Budapesztu natomiast została w 1926 analityczką szkoleniową Węgierskiego Towarzystwa Psychoanalitycznego (do którego dołączyła już wcześniej), rozpoczęła pracę w założonej w 1931 roku psychoanalitycznej Poliklinice, otworzyła własną praktykę, prowadziła kursy dla matek i nauczycielek, brała udział w seminariach i kongresach. Była organizatorką odbywających się w 1935 roku w Wiedniu oraz w Budapeszcie w 1937 i 1939 Konferencji Czterech Krajów (niem. Vierländertagung) mających na celu wymianę poglądów pomiędzy środowiskami psychoanalitycznymi z Austrii, Włoch, Czechosłowacji i Węgier. W latach 20. na jej pracę i obserwacje w znaczącym stopniu wpłynęły narodziny syna Jánosa, którego zachowanie i rozwój opisała dokładnie (obok jego zdjęć) w swoim pamiętniku. Jednocześnie jednak przejawiała niechęć do traktowania – wzorem jej męża – psychoanalizy jako jedyne zajęcie.
W okresie narastającego w Europie napięcia politycznego psychoanalityczka wykazywała optymizm wobec panującej sytuacji – w 1938 roku zachęcała swoją siostrę Olgę do powrotu z emigracji do Paryża. Dopiero w 1939, razem z drugą falą emigracji z Węgier, wyjechała u boku męża do Manchesteru, gdzie udało jej się załatwić legalny pobyt dzięki pomocy Ernesta Jonesa i Johna Rickmana. W lipcu tego roku Bálint została członkinią Brytyjskiego Towarzystwa Psychoanalitycznego. Jej korespondencja z maja 1939 wskazuje na to, że wspólnie z mężem i Alfredem Grossem zorganizowała również serię nieformalnych wykładów psychoanalitycznych otwartych dla wszystkich zainteresowanych. Zmagała się jednocześnie z problemami finansowymi, nieskutecznie próbowała załatwić wizę do Zjednoczonego Królestwa dla swojej matki oraz kontynuowała pracę analityczną (mimo jej znacznie zmniejszonego wymiaru godzinowego).
28 sierpnia 1939 Bálint nagle straciła przytomność podczas wizyty u przyjaciela. Po niepokojących „objawach trawiennych” wezwano do niej lekarza na następny poranek, jednak 29 sierpnia, podczas szczotkowania włosów, Alice ponownie zemdlała i niedługo po tym zmarła. Stwierdzoną przyczyną śmierci było pęknięcie tętniaka.

## Dorobek naukowy
Zainteresowania naukowe Bálint wpisywały się w znaczącej mierze w dziedziny typowe dla kobiet działających w obrębie międzywojennego ruchu psychoanalitycznego (psychoanaliza kobieca i dziecięca, pedagogika), a także w obszar zagadnień szczególnie istotnych dla Budapesztańskiej Szkoły Psychoanalitycznej – relację z obiektem, relację matka–dziecko. Co jednak wyjątkowo istotne w perspektywie wskazywania odrębności jej dorobku, w pracy analitycznej Bálint zauważalna jest wyraźna interdyscyplinarność, łączenie teorii psychoanalizy z elementami antropologii i etnologii. Analogiczne połączenie można również zauważyć w praktyce innej węgierskiej psychoanalityczki – Edit Gyömrői, a samo jego znaczenie podkreśla wskazany przez Annę Borgos fakt, że właśnie te dziedziny nauki, jako dopiero rodzące się na przełomie XIX i XX wieku, były otwarte na zainteresowane nimi kobiety, często te dążące w ten sposób do społecznej emancypacji. Oprócz antropologii kulturowej i etnologii na rozwój intelektualny Balint wpłynęła jeszcze pedagogika oraz dzieła innych psychoanalityków i psychoanalityczek, przede wszystkim, oprócz Freuda i Ferencziego, Imre Hermanna i Anny Freud.
W ciągu życia analityczka wydała tylko jedną książkę, Psychologię żłobka (A gyermekszoba pszichológiája, 1931) przełożoną później m.in. na język angielski (The Psychology of the Nursery). Publikowała jednak wielokrotnie w psychoanalitycznych periodykach takich jak Imago czy Internationale Zeitschrift für Psychoanalyse oraz węgierskich czasopismach pedagogicznych (np. A Jövő Útjain). Kluczową część jej dorobku stanowią również pisane przez wiele lat pamiętniki (pomiędzy 1917 a 1929 oraz 1931 a 1936 z przerwą na lata 1922, 1924 i 1928), od roku 1925 poświęcone w dominującej części rozwojowi psychicznemu jej syna. Oprócz wątków psychoanalitycznych sensu stricto (fragmentów autoanalitycznych, opisów swoich snów, ambiwalencji w stosunku do matki, aspektu przeniesienia i przeciwprzeniesienia  podczas analizy u Ferencziego, trudności ze staniem się formalnie analityczką), pojawiają się w nich również zagadnienia różnicy płciowej, węgierskiej polityki, wzrostu tendencji antysemickich, nierówności społecznych. Forma, w jakiej zostały napisane pamiętniki, wskazuje również, że „projektowanym” przez tekst odbiorcą fragmentów z lat 20. i 30. był mąż Alice.
Specyfika tez stawianych przez Bálint dystansuje ją przede wszystkim od freudowskiego pojęcia „pierwotnego narycyzmu”. W tej kwestii, w oparciu o teorię instynktu Hermanna, wypracowała ona wspólnie ze swoim mężem koncepcję relacji matki z dzieckiem jako pierwotnej relacji z obiektem, w której niemowlę, po krótkim okresie miłości pasywnej, staje się aktywne, a sama relacja nabiera cech społecznej. Analityczka wskazała również na znaczenie dziecięcego „lęku przed porzuceniem” wywodzącego się z potrzeby bycia kochanym lub kochaną oraz obawy przed utratą bezpieczeństwa, a także uwypukliła związki przyszłych zdolności kognitywnych dziecka z jakością jego relacji z matką. Jak zauważyła Judith Dupont, obserwacje Alice są wielokrotnie prekursorskie względem tych zawartych w późniejszych pracach jej męża, przede wszystkim w odniesieniu do problemu regresji.